# America is Sinking
America is Sinking ist ein US-amerikanischer Katastrophenfilm aus dem Jahr 2023 von Mario N. Bonassin. In den Hauptrollen sind Johnny Pacar und Michael Paré. Der Film wurde von The Asylum produziert.

## Handlung
In der Arktis schmelzen Gletscher, weswegen der Meeresspiegel ansteigt und es zu Überflutungen und Erdrutschen kommt. Die Wissenschaftler Dr. Chase Heibert und Dr. Ruth Robbins werden damit beauftragt, die USA vor Naturkatastrophen zu schützen. Captain Pierce wird zum Verbindungsmann zwischen Militär und Wissenschaft benannt. Schon bald kommen die Wissenschaftler auf die Idee, durch gigantische Löcher in der Erdoberfläche die Überflutung zu verhindern.
Als ein gigantischer Gletscher ins Meer fällt, entsteht ein Tsunami, der auf die Küste der USA zurast. In weniger als 48 Stunden würde er eintreffen. Daher beschließen die Wissenschaftler, die Meeresströmungen umzuleiten. Nach und nach werden Löcher gigantischen Ausmaßes in die Erdoberfläche gesprengt, wodurch der Tsunami nach und nach an Kraft verliert.

## Hintergrund
Der Großteil der Aufnahmen entstanden in einem Filmstudio in Los Angeles. Am 22. Dezember 2023 erschien der Film als Video-on-Demand. Seine deutsche Free-TV-Premiere feierte der Film am 6. September 2024 auf Tele 5.

## Rezeption
„Unsinniger Katastrophen-Trashfilm des „Asylum“-Studios, technisch und formal auf unterstem Niveau. In der zusammengeklaubten Handlung voller logischer Lücken, bleiben auch die Figuren konturlos und völlig austauschbar.“

„Man versinkt hier eher vor Langeweile im Sessel“

Cinema ist weiterhin der Meinung, dass der Film an den ewigen Problemen des Filmstudios scheitert. So wird resümiert, dass es zu viele Dialoge und zu wenig Actionszenen gäbe.
In seiner Filmreview auf Actionfreunde wird der Film relativ schlecht aufgenommen. Das Schauspiel von Michael Paré wird als „komplett lustlos“ und „hilflos“ aufgefasst. Paul Logans Schauspiel wird als „totale Inkompetenz“  bewertet. Über die CGI-Effekte wird geschrieben, dass diese „von erstaunlich okay bis grützig reichen“. Es wird bemängelt, dass es „ein Katastrophenfilm ohne echte Katastrophen“ sei, „dafür mit vielen Dialogen aus der Hölle, dummen und irrational handelnden Figuren, miesen Schauspielern, einer öden Inszenierung und der vollkommenen Abwesenheit von unterhaltenden, spannenden oder das Tempo anziehenden Momenten.“ Abschließend schreibt man, dass der Film so schlecht sei, „dass man echt ein unbehagliches Gefühl“ bekäme. Daher erhält der Film lediglich einen von zehn möglichen Punkten.
Aufgrund zu geringerer Wertungen hat der Film Rotten Tomatoes keine Wertung. In der Internet Movie Database hat der Film bei 270 Stimmabgaben eine Wertung von 2,7 von 10,0 möglichen Sternen (Stand: Februar 2025).